# Jespák obecný
Jespák obecný (Calidris alpina) je středně velký druh jespáka z podřádu bahňáků. Ve svatebním šatu se liší od všech ostatních druhů jespáků černou skvrnou na břichu (u mladých ptáků pouze černé skvrnění). V prostém šatu je shora jednobarevně šedohnědý a zespodu bělavý, se slabým skvrněním po stranách hrudi. Delší zobák je mírně dolů zahnutý. Hnízdí v nízké trávě nebo v tundře. V České republice se vyskytuje pravidelně na podzimním tahu a jen vzácně na jarním tahu.

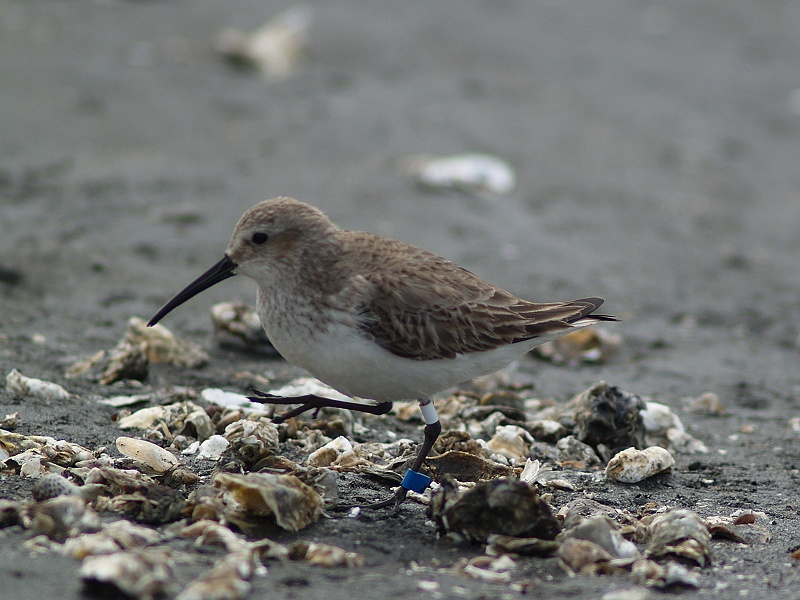
Jespák obecný v prostém šatu
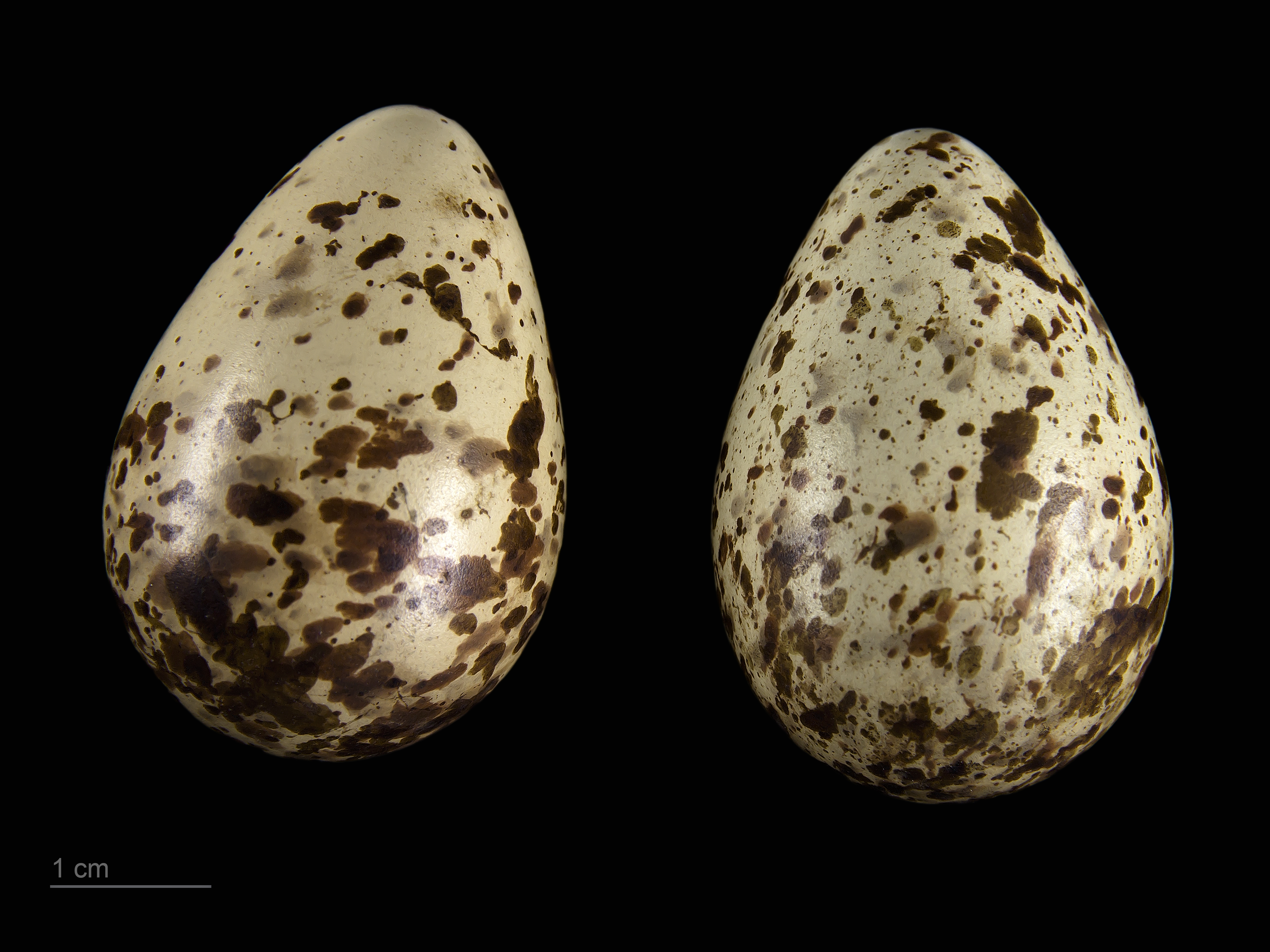
Calidris alpina alpina